# Wjazoweć (obwód żytomierski)
Wjazoweć (ukr. В'язовець) – wieś na Ukrainie, w obwodzie żytomierskim, w rejonie żytomierskim, w hromadzie Puliny. W 2001 liczyła 267 mieszkańców, spośród których 266 wskazało jako ojczysty język ukraiński, a 1 rosyjski.